# David Nathaniel Friedrich Dietrich
David Nathaniel Friedrich Dietrich, född 3 oktober 1800 i Ziegenhain, Tyskland, död 23 december 1888, var en tysk botaniker och trädgårdsmästare.

## Biografi
Dietrich föddes 1800 i Ziegenhain och var brorson till botanikern Friedrich Gottlieb Dietrich (1765–1850). År 1828 började han arbeta som botanisk trädgårdsmästare i Jena. År 1836 tog han sin doktorsexamen vid universitetet i Jena, och tjänstgjorde senare som intendent vid Botaniska trädgården i Jena.
Dietrich skrev broschyrer om giftiga växter, mossor, och om skogsfloran och faunan i Tyskland, samt flera botaniska uppslagsverk. I hans fem volymer av Synopsis Plantarum (1839–1852) ingår cirka 80 000 arter och 524 släkten. De fem volymerna av Deutsch Flora publicerade 1833–1864 innehåller 1 150 färglagda planscher. De två volymerna av Forst Flora (1828 –1833) och 476 häften av den omfattande Flora Universalis är hans mest kända verk.